# Trypeticus capillatus
Trypeticus capillatus är en skalbaggsart som beskrevs av Kanaar 2003. Trypeticus capillatus ingår i släktet Trypeticus och familjen stumpbaggar. Inga underarter finns listade i Catalogue of Life.